# Giovanni Vetere

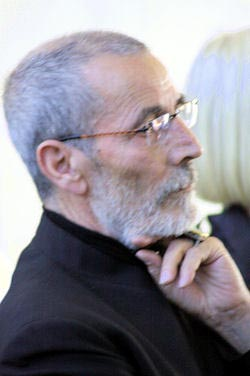
Giovanni Vetere

Giovanni Vetere (* 3. Dezember 1940 in Strongoli, Kalabrien) ist ein italienischer Maler und Bildhauer.
Er gehört mit seinen Bildern, Skulpturen und Fresken nach über 50-jähriger Schaffenszeit und einer Vielzahl von Ausstellungen in Europa und den USA, sowie Erfolgen auf der Art Basel und der Art Cologne zu den renommierten europäischen Künstlern des 20. und 21. Jahrhunderts.

## Leben
Vetere wuchs ohne reguläre Schulbildung in bescheidenen, ländlichen Verhältnissen auf, die geprägt waren durch Strenge, Kirche und Tradition. 1957 ging er nach Turin und 1961 nach Deutschland, wo er zunächst seinen Lebensunterhalt als Fabrikarbeiter in Bonn bestritt. Ein schwerer Autounfall 1965 fesselte ihn monatelang ans Krankenbett. Vetere nutzte die Zeit zur Weiterbildung und verbesserte seine deutsche Sprache. 1968 heiratete er und zog mit seiner Frau Brigitta nach Troisdorf, wo er in einer Chemiefabrik tätig wurde.
Die Geburt seiner Tochter Carmen Clea 1971 war Auslöser für einen signifikanten inneren Wandel, der dazu führte, dass Vetere im darauffolgenden Jahr mit Unterstützung seiner Frau eine Laufbahn als Künstler einschlug. 1973 fand seine erste Ausstellung in Troisdorf statt. 1975 gründete er eine eigene Galerie, in der er auch anderen Künstlern eine Möglichkeit zur Präsentation ihrer Werke gab. Als diese 1989 geschlossen wurde, zog er zusammen mit seiner Familie nach Eitorf, wo er heute lebt, und erwarb dort die Villa Keysers, zu der auch eine alte Zigarrenfabrik samt 1,5 ha großem Gelände gehört, heute ein Skulpturenpark. Das alte Fabrikgebäude beherbergt neben Veteres Atelier die Galerie Incontro, die seine Tochter 1991 gründete und bis heute leitet.

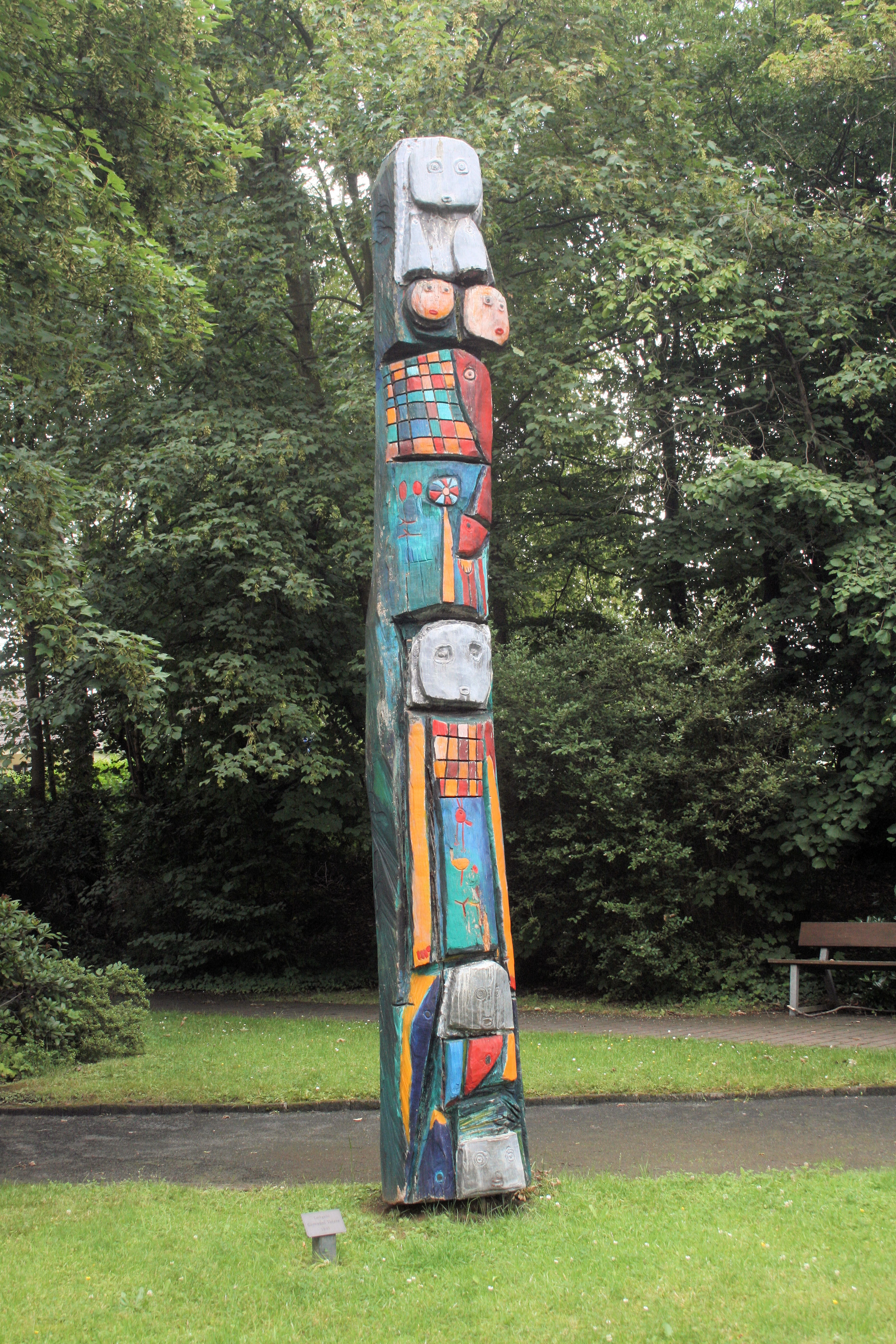
Vetere Skulptur am St.-Franziskus-Krankenhaus Eitorf

Ein zentrales Thema seiner Arbeit sind einfache menschliche Figuren mit rundlichen Köpfen, die an Kinderzeichnungen erinnern. Das stets wiederkehrende Merkmal sind die ausdrucksstarken „Knopfaugen“ und ein kleiner runder Mund, angeordnet wie die Eckpunkte eines auf der Spitze stehenden gleichschenkligen Dreiecks. Mit diesem vereinfachten und reduzierten Stil formuliert er seine Maxime „das Kindliche als Wiege unserer Kultur“.

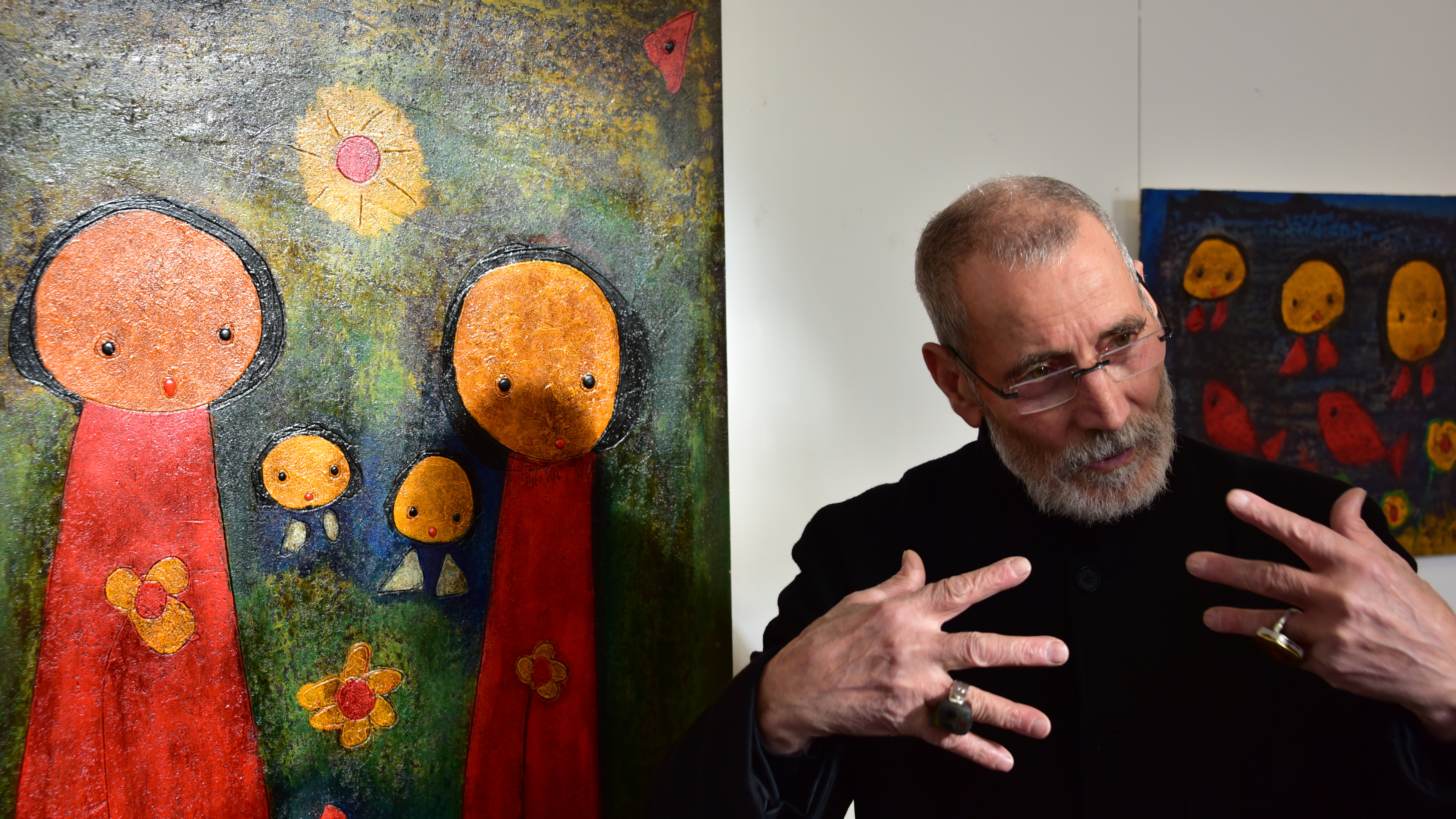
Giovanni Vetere (2015)
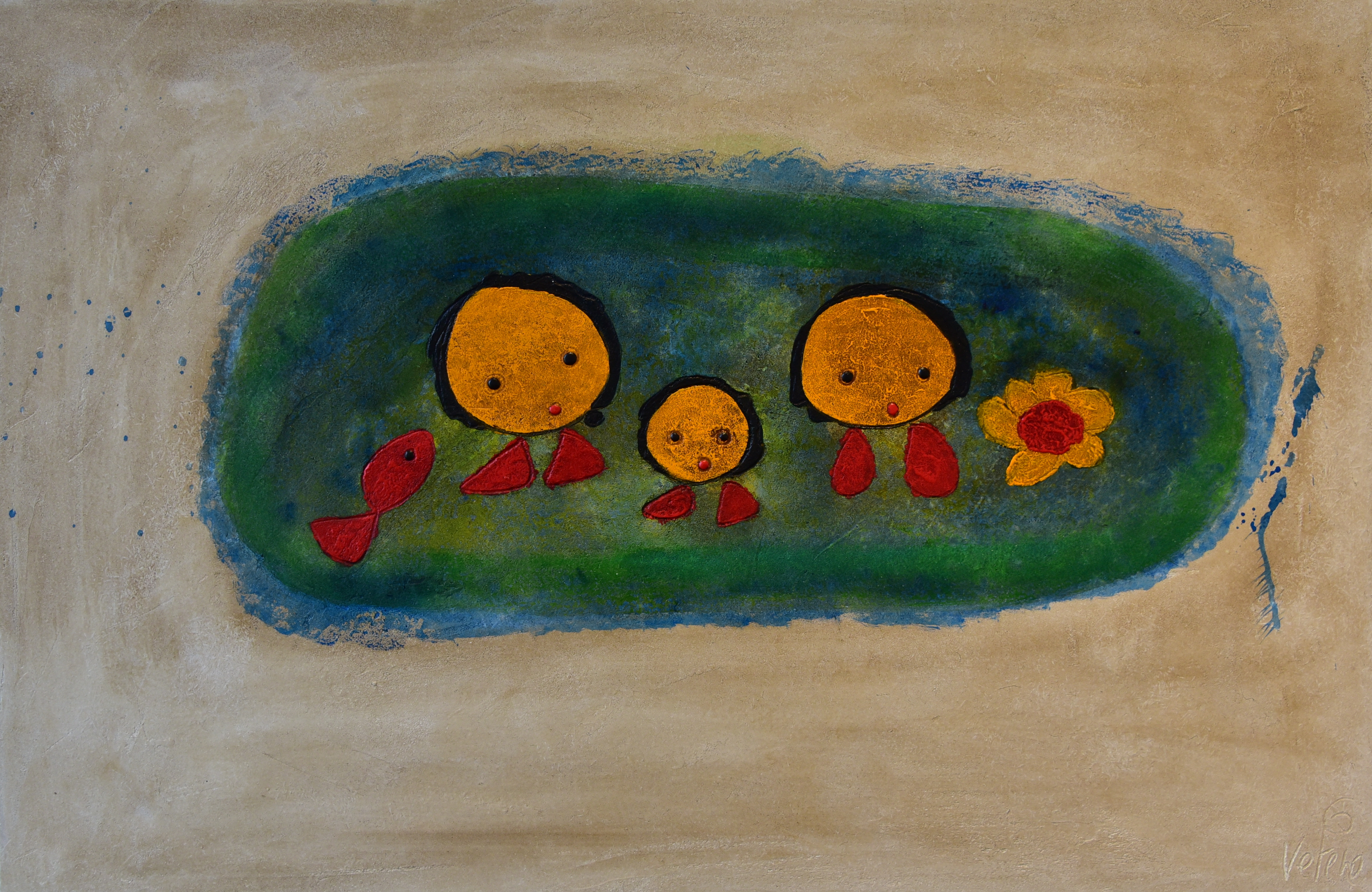
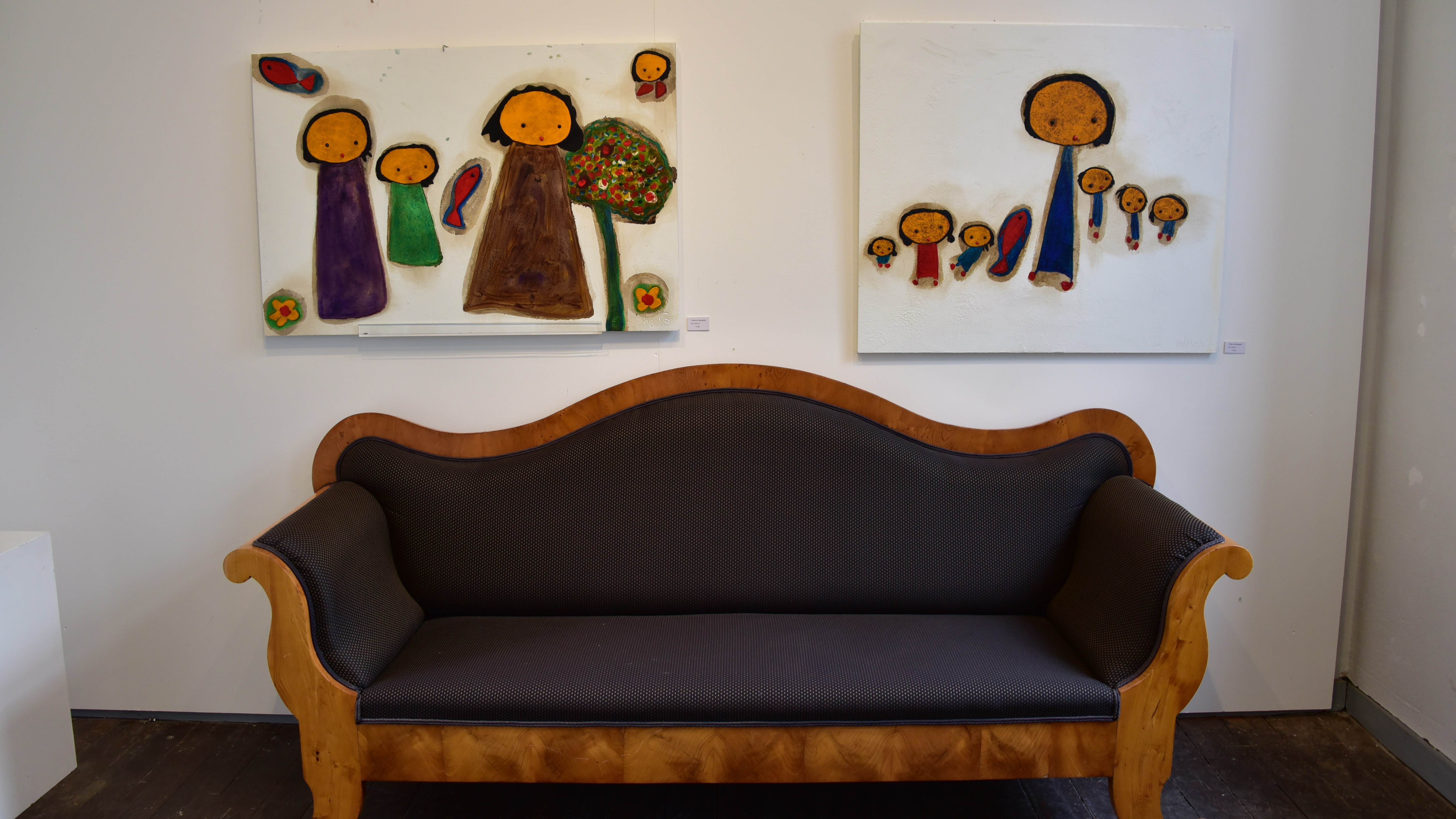
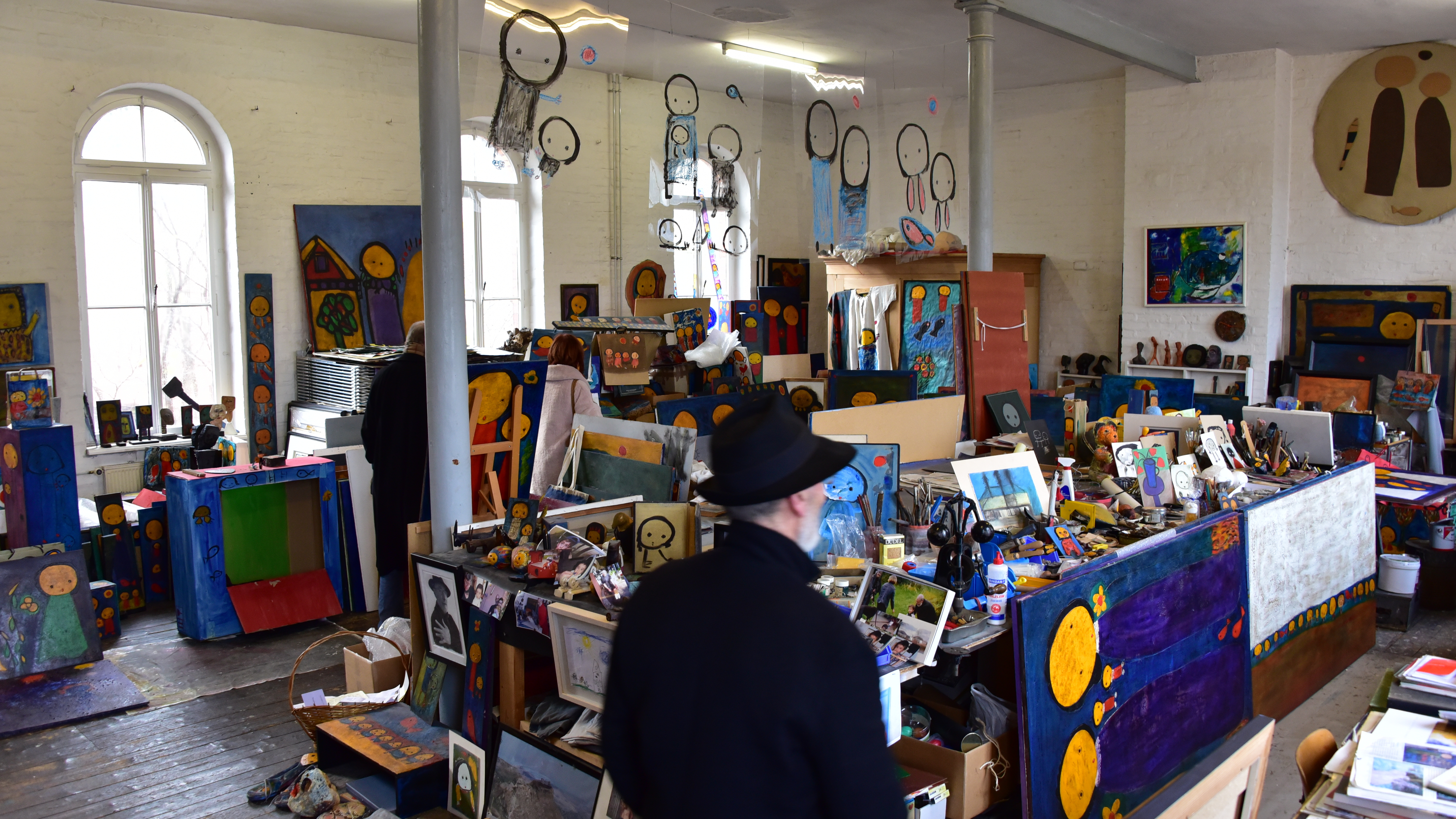
Im Atelier

## Video
- I colori della vita